# Maartenskerk (Kollum)
De Maartenskerk in Kollum is een middeleeuwse kerk, oorspronkelijk gewijd aan de heilige Martinus.

## Geschiedenis
De oorspronkelijke kerk, die in het begin van de 12e eeuw werd gebouwd van tufsteen, is geheel verdwenen. Alleen de later, in het begin van de 13e eeuw eveneens van tufsteen gebouwde toren, is wel gedeeltelijk bewaard gebleven. De huidige kerk dateert van het midden van de 15e eeuw, toen werd ook de toren verhoogd met een bakstenen gedeelte. De kerk kreeg toen zijn gotische uiterlijk. Na het koor werd het schip gebouwd met aan de noordzijde van de kerk een zijbeuk. In 1661 sloeg de bliksem in de kerk. Daarna werd het dak vernieuwd en de toren voorzien van een naaldspits. In 1840 werden de vensters van de kerk vergroot. In 1853 werd er tegen deze zijbeuk een consistoriekamer gebouwd. De kerkklokken zijn gegoten door Johan Schonenborch in 1526 en door Hans Falck in 1618.
In de jaren zestig van de 20e eeuw vond er een restauratie plaats naar plannen van de architect J.J.M. Vegter.

## Interieur
Deze schilderingen in de kerk hebben eeuwen onder een pleisterlaag verborgen gezeten en werden bij een restauratie in 1882 ontdekt. Bij een latere restauratie in de 20e eeuw zijn ze geconserveerd. Het gaat om onder meer schilderingen een eenhoorn, een springend hert, het gezicht van Christus, afbeeldingen van de evangelisten, Maria, Sint-Maarten en van Christoforus met Jezus.
De preekstoel en de herenbanken dateren uit de 17de eeuw. Een van deze banken behoorde aan de familie De Wendt. Van Eyso de Wendt, grietman van Westdongeradeel, is een rouwkas in de kerk bewaard gebleven. Het tweeklaviers kerkorgel met 15 registers dateert uit 1841 en werd gebouwd door Willem van Gruisen. Het werd in 1971 gerestaureerd en gereconstrueerd door de orgelbouwersfirma Bakker & Timmenga.

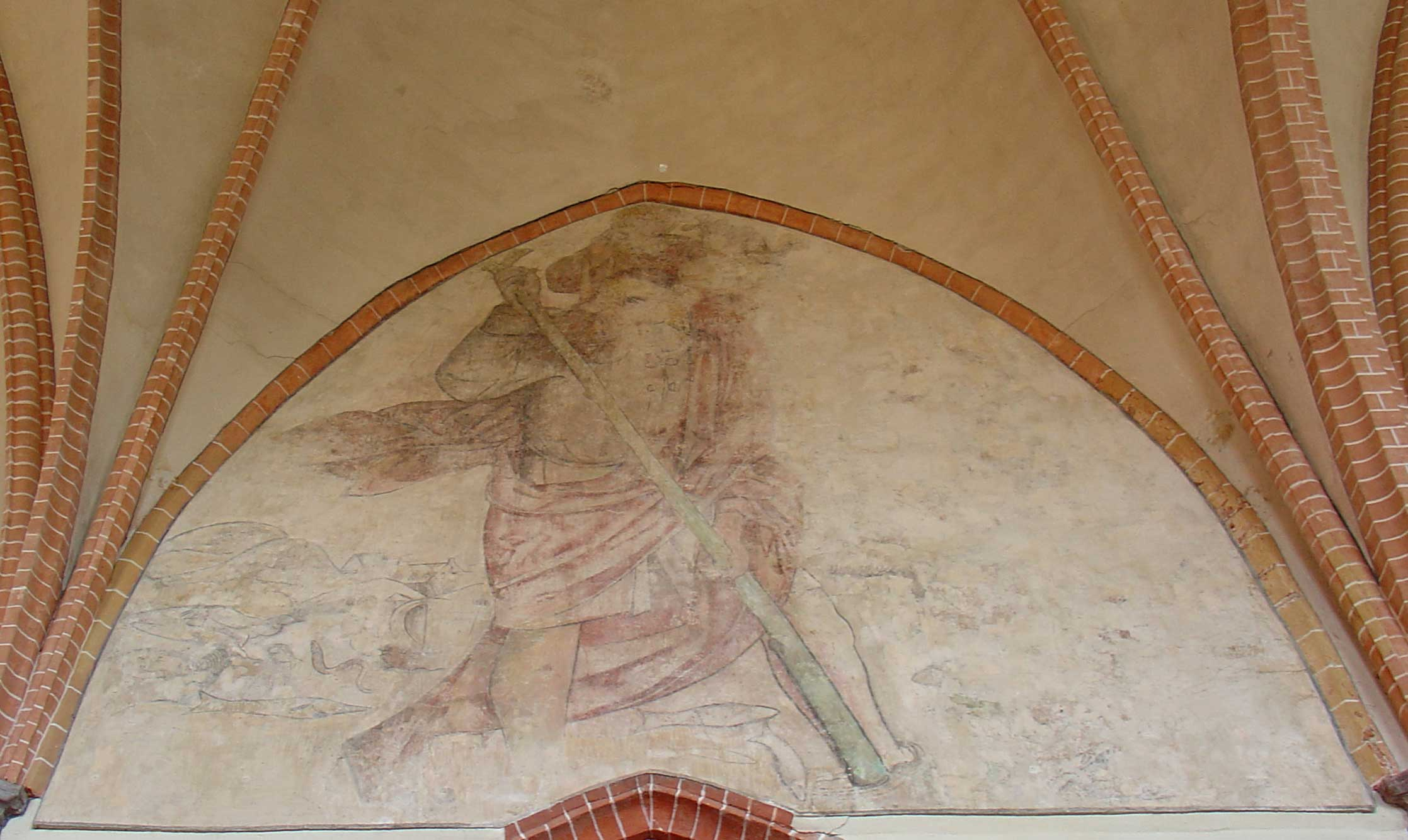
Schildering van Christoforus
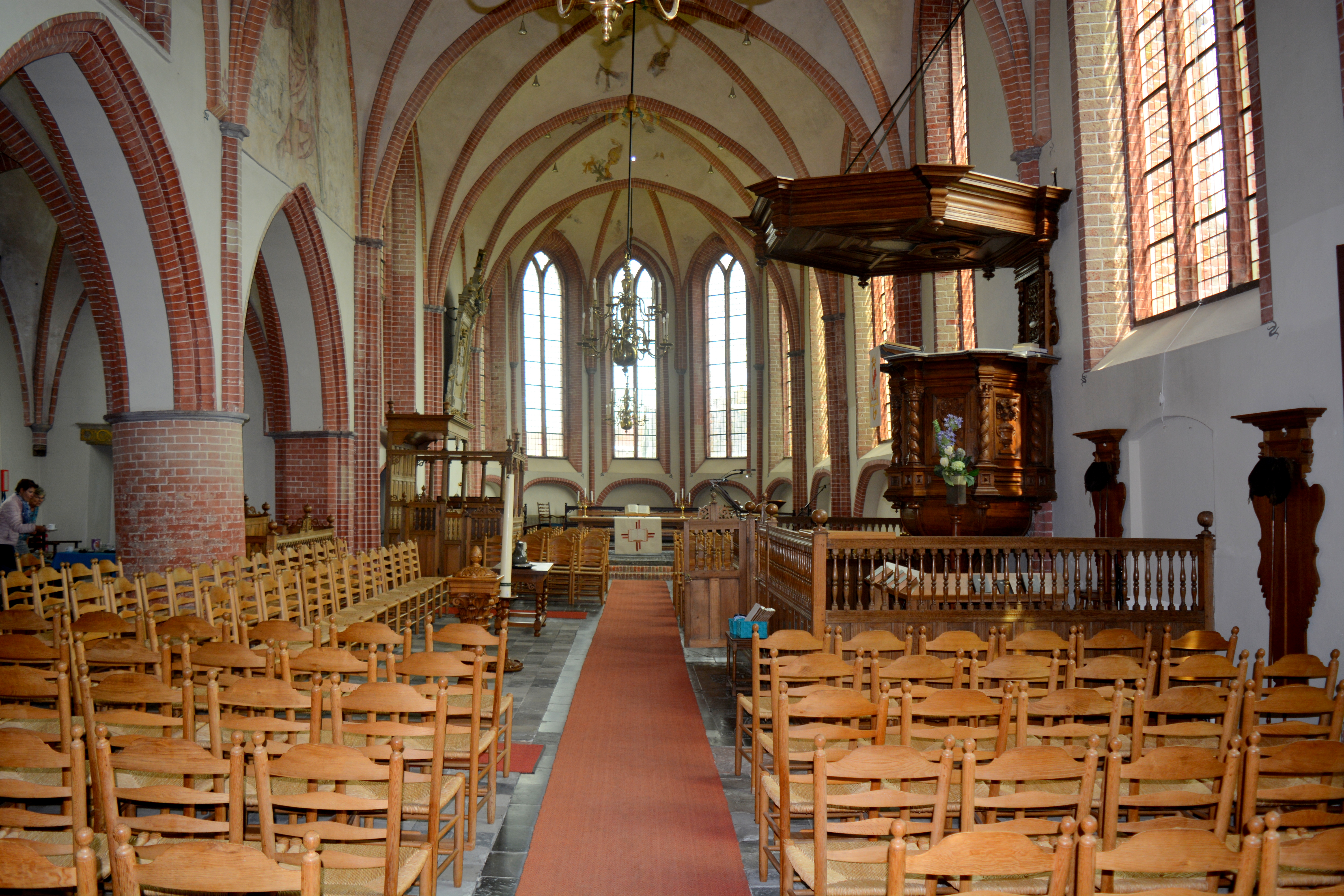
Interieur (2017)

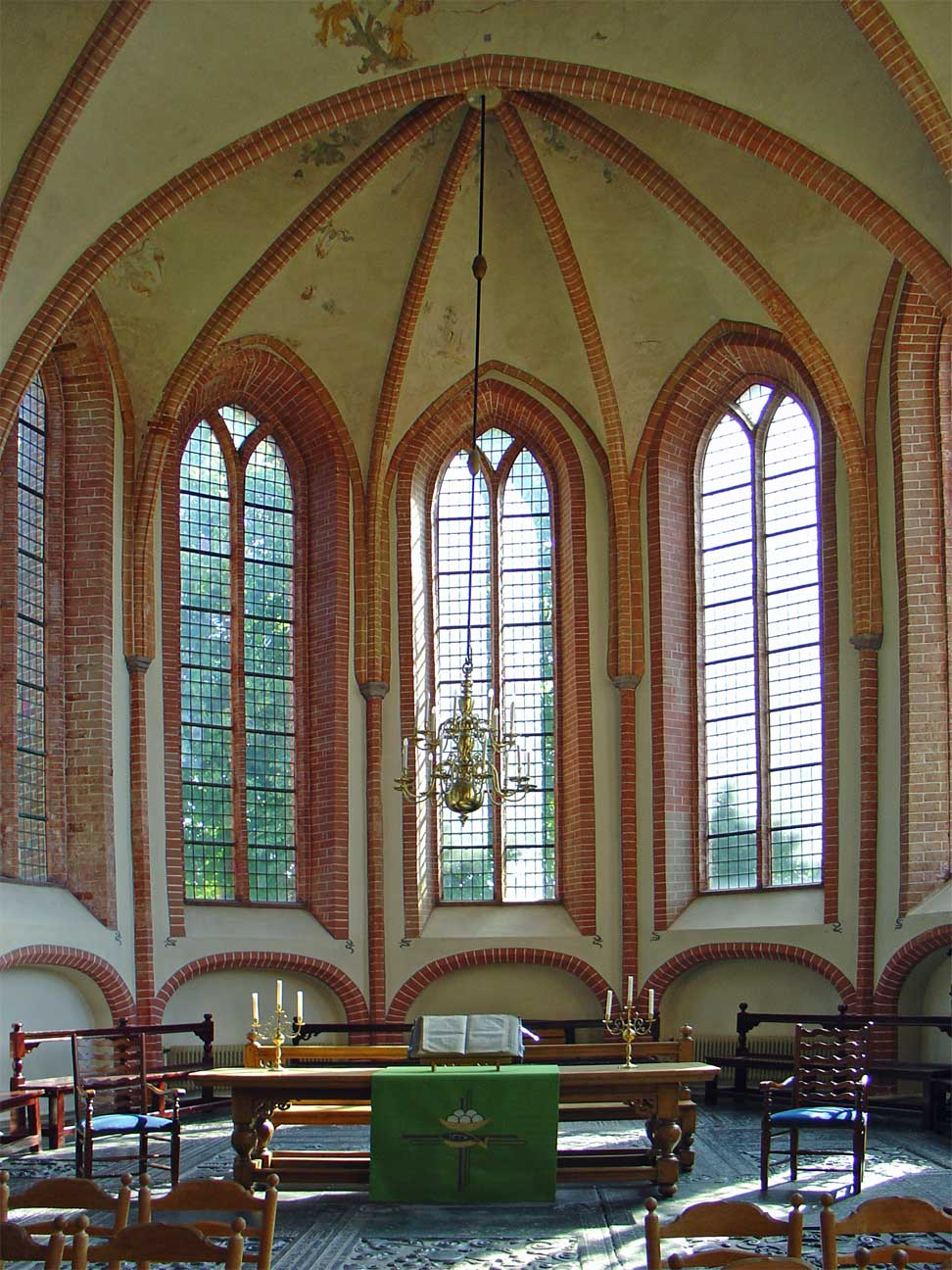
Het koor
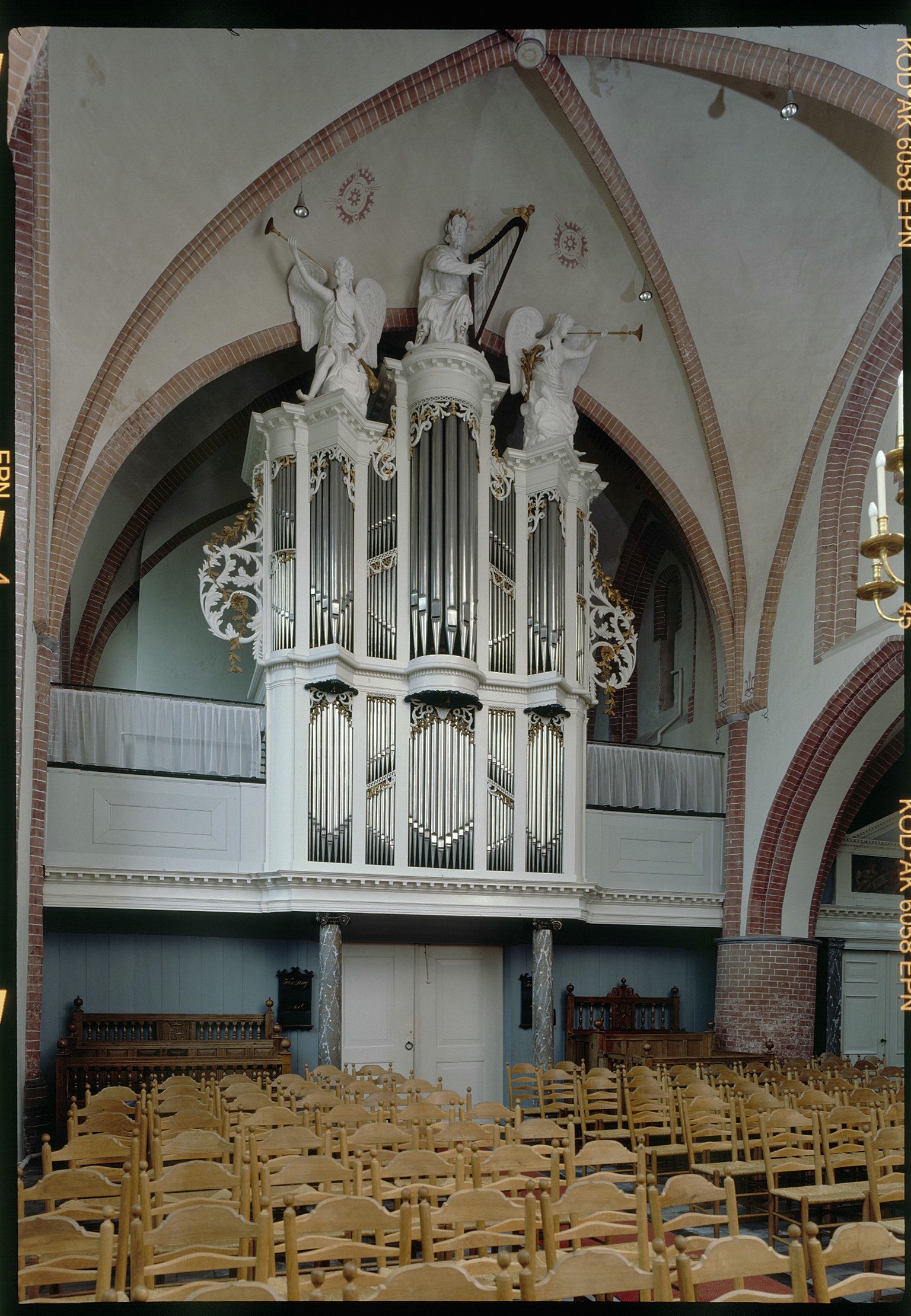
Het orgel van Willem van Gruisen (2000)